# SOMUA MCG
Die SOMUA MCG war ein in mehreren Varianten hergestelltes Halbkettenfahrzeug des französischen Herstellers Société d’Outillage Mécanique et d’Usinage d’Artillerie (SOMUA). Die Fahrzeuge wurde ab Anfang der 1930er Jahre bis 1940 insbesondere für den militärischen Nutzfahrzeugbedarf der französischen Armee gefertigt.

## Entwicklung

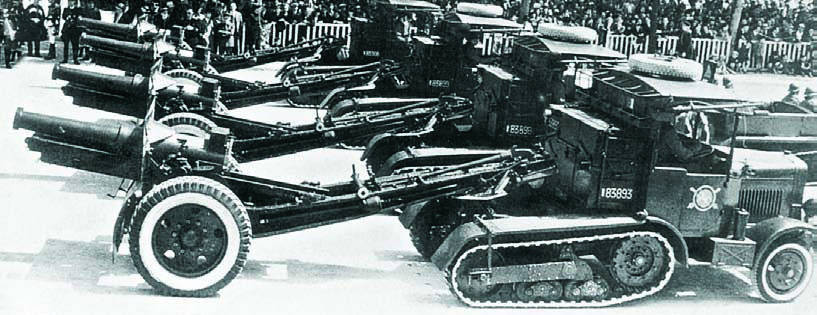
Parade mit MCG 4 Sattelschlepper und aufgeprotzten 155-mm-Feldhaubitzen 17

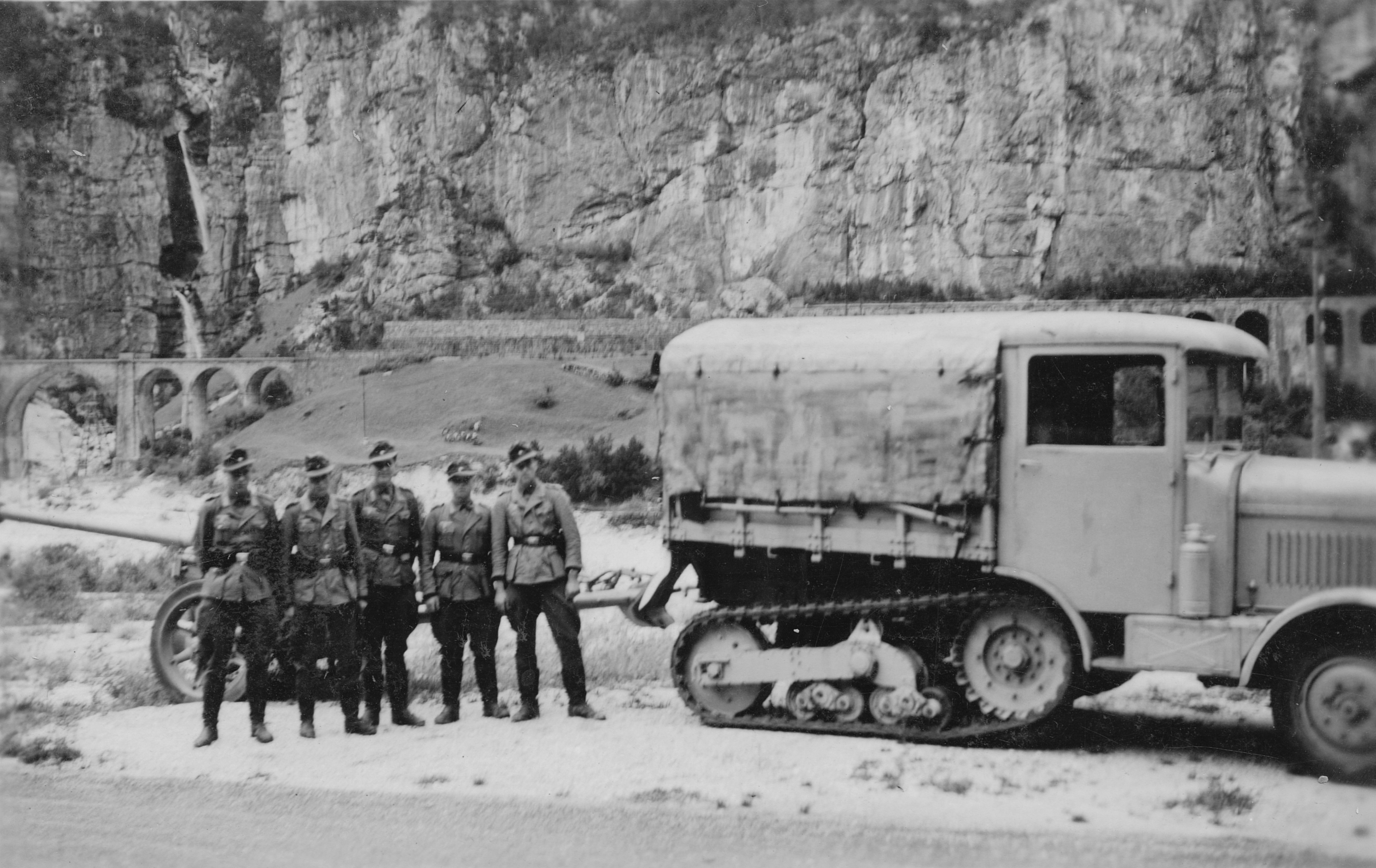
SOMUA MCG als Zugkraftwagen einer 7,5-cm-Pak 40 in Norditalien

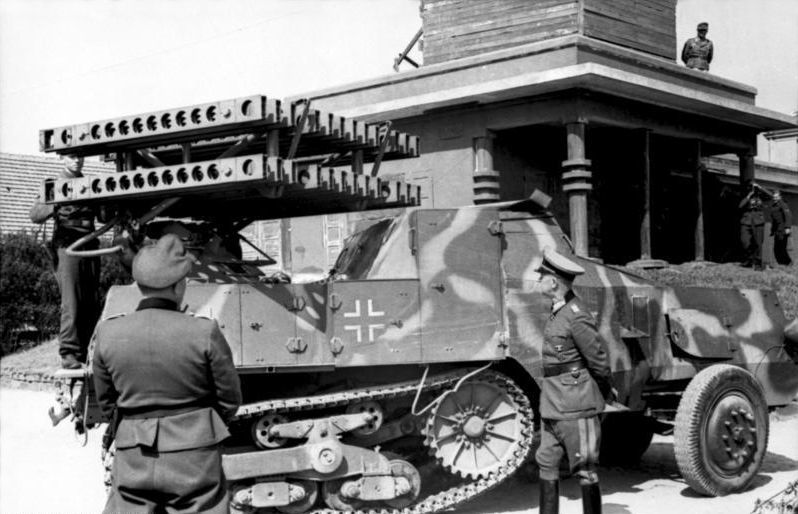
8-cm-Vielfachwerfer montiert auf einem SOMUA MCL

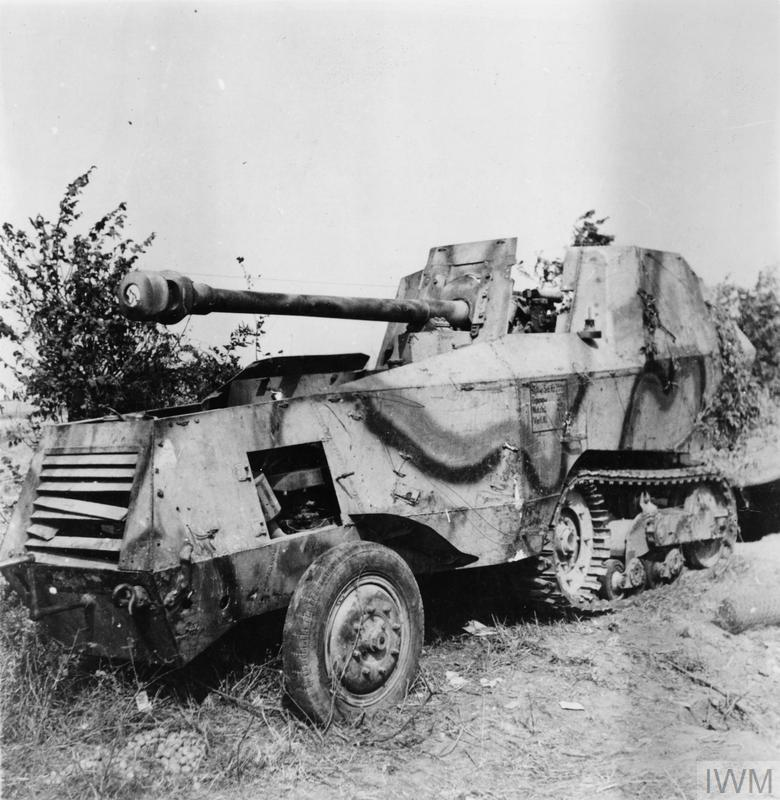
SOMUA MCG überpanzert mit aufmontierter 7,5-cm-Pak 40, Beschussschäden

Die französische Armee suchte Ende der 1920er Jahre eine Zugmaschine für die ab 1917 eingeführte schwere Feldhaubitze Canon de 155 C modèle 1917 S. Dieses Geschütz, das bislang im Wesentlichen im sechsspännigen Pferdezug bewegt worden war, sollte durch Einsatz von Motorkraft mobiler werden. Dies galt umso mehr, als es mit seinem Gewicht von über drei Tonnen in Fahrstellung für den einlastigen sechsspännigen Pferdezug eigentlich zu schwer war. Zunächst wurde um 1928, um dem Mangel abzuhelfen, von Citroën die Halbkettenzugmaschine Kégresse P14 entwickelt, von der die französische Armee in den Jahren 1929 und 1930 eine kleinere Serie von unter 100 Stück beschaffte. Dieses Fahrzeug hatte jedoch mit einer Leistung von 40 PS einen zu schwachen Motor und befriedigte daher nicht. Da Citroën keine leistungsstärkeren Motoren hatte, begann SOMUA – diese Firma hatte bereits 1927 zwei Halbkettenzugmaschinen mit Kégresse-Laufwerk als Abschlepp- und Bergungsfahrzeuge an die französische Armee geliefert – mit der Entwicklung eines verbesserten Nachfolgers. Hierbei wurde das Kettenlaufwerk des Citroën-Kégresse P14 mutatis mutandis übernommen und in ein eigenes Fahrgestell mit stärkerem Motor eingebaut.

### MCG 4
Das neu entstandene Fahrzeug erhielt die Bezeichnung SOMUA MCG 4 und wurde 1930–31 ausgiebig getestet. 1931 wurde eine erste Serie von 40 Stück für die französische Armee bestellt und ab 1932 geliefert, weitere Bestellungen folgten. Sein Vierzylindermotor (Bohrung × Hub 100 × 150 mm, 4712 cm³) leistete 55 PS. Es gab zwei Ausführungen:
- eine mit einem Drehschemel auf der Ladefläche, auf dem das Geschütz mit dem Lafettenschwanz aufgesattelt werden konnte (siehe Photo links)
- eine mit einer Ladepritsche mit Plane zum Ziehen der Munitionsprotze[3].

### MCG 5
Ab dem Jahr 1934 wurde die Leistung des Fahrzeugs bei gleichem Motor auf 60 PS gesteigert. Das Fahrzeug mit Ladepritsche erhielt jetzt die Bezeichnung MCG 5. Es diente wie bisher zum Ziehen der Munitionsprotze für die 155-mm-Feldhaubitze 17. Es folgten bis 1939 weitere Bestellungen, sodass 211 solche Zugmaschinen (zuzüglich einer Materialreserve von 14 Stück, also zusammen 225 Stück im September 1939) vorhanden waren.
Als 1936 die Canon de 105 mle 1936 Schneider neu eingeführt wurde, war die einzige zum Ziehen dieses Geschützes geeignete Zugmaschine die SOMUA MCG 5. Allerdings war der Motor zum Ziehen dieser 6,4 Tonnen schweren Last sehr schwach dimensioniert. Bis September 1939 entstanden von dieser Untervariante 35 Stück und eine Materialreserve von weiteren 8, zusammen also 43 Exemplare.
Weitere Fahrzeuge wurden als Abschlepp- und Bergungsfahrzeuge gebaut und dienten als solche in den Instandsetzungs- und Werkstattzügen der motorisierten Artilleriebataillone (47-mm-Pak, 75-mm-Feldkanone 97, 105-mm-Kanone 36, 155-mm-Feldhaubitze 17). Im September 1939 zählte man in den Formationen von dieser Untervariante 282 Stück, dazu eine Materialreserve von 16 Stück, zusammen also 298 Exemplare.

### MCG 11
Die Ausführung mit Drehschemel auf der Ladefläche zum Ziehen der 155-mm-Haubitze 17 erhielt 1934 ebenfalls den 60-PS-Motor. Im September 1939 gab es von dieser Variante einschließlich einer Materialreserve von 8 Stück insgesamt 180 Exemplare.

### Weitere Produktion
Insgesamt hatte die französische Armee im September 1939 rund 1080 Fahrzeuge des Typs MCG; zieht man von diesen die zusammen 746 gebauten MCG 5 und MCG 11 ab, so errechnen sich mindestens 334 in den Jahren 1932 bis 1934 beschaffte MCG 4. Die MCG 5 und MCG 11, obwohl sie in ihrer Grundkonzeption aus dem Jahre 1930 stammten und ein letztes Mal 1934 modernisiert worden waren, wurden auch in der Folgezeit bis unmittelbar vor dem Einmarsch der deutschen Wehrmacht in Paris (14. Juni 1940) unverändert weiter produziert. Es entstanden in den Monaten Oktober bis Dezember 1939 zusammen 130, von Januar bis Juni 1940 insgesamt etwa 214 weitere Exemplare. Die Gesamtzahl der für die französischen Armee 1930 bis 1940 gebauten SOMUA MCG beläuft sich daher auf mindestens 1424 Stück.

### Errata
Spielberger erwähnt demgegenüber eine Gesamtproduktion von 2543 Stück, wobei er sich an den vergebenen Chassisnummern orientiert. Er übersieht hierbei, dass etliche Fahrzeuge, für die bei Bestellung Chassisnummern vergeben wurden, infolge der Kriegsereignisse nie gebaut wurden.
Ebenso ist falsch, dass die Zugmaschine MCG zum Ziehen der 105-mm-Kanone 13 verwendet worden wäre: Dazu diente die allradangetriebene (4×4) Zugmaschine Latil KTL 4.
Auch zum Ziehen der Canon de 155 mm GPF dienten SOMUA MCG-Zugmaschinen nicht, die mit ihren 55 oder 60 PS kaum in der Lage gewesen wären, diese über 11 Tonnen wiegenden Geschütze zu ziehen. Diese Aufgabe erfüllten SOMUA MCL und Laffly S 35 T.

## Export nach Griechenland
Im Jahr 1938 bestellte die griechische Armee 48 SOMUA MCG 5 für ihre Korpsartillerie. Diese war mit der 85-mm-Kanone 27 und der oben erwähnten französischen 155-mm-Haubitze 17 ausgerüstet.

## Verwendung als Beutegerät bei der Wehrmacht
Nach der Eroberung Frankreichs erhielten die erbeuteten Fahrzeuge in den Kennblättern fremden Geräts die Bezeichnung Zugkraftwagen S 307 (f) und wurden bei der Wehrmacht weiterverwendet. Folgende Varianten sind in diesem Zusammenhang bekannt:
- Die Fahrzeuge wurden Feldartillerie- und Panzerjägereinheiten überwiesen als Zugmittel für die 10,5-cm-leichte Feldhaubitze 18, vor allem aber für die ab 1942 neu eingeführte 7,5-cm-PaK 40, für deren Zug die bislang bei der Panzerjägertruppe verwendeten Zugmaschinen zu leicht waren und für die man daher dringend schwerere Zugmaschinen brauchte[9].
- Insgesamt 72 Fahrzeuge erhielten im Frühjahr einen überpanzerten Aufbau mit aufgesetzter 7,5-cm-PaK 40.
- In ähnlicher Weise entstanden 48 gepanzerte Munitionstransporter für die Pak 40.
- Eine unbekannt gebliebene Anzahl erhielt ebenfalls einen gepanzerten Aufbau, darauf ein MG mit Schutzschild und ging als „Pionier-Panzerwagen“

an Panzerpionierformationen.
- 36 Stück erhielten ebenfalls einen teilweise überpanzerten Aufbau, auf dem rückwärtigen Teil des Fahrzeuges wurden 16 Granatwerfer-Rohre auf um 360° drehbarer Plattform als „Reihenwerfer“ montiert[10].

Die Fahrzeuge wogen leer 5,3 Tonnen, ihre Nutzlast wird mit 2 Tonnen angegeben. Die Panzerung, wenn sie halbwegs geeignet sein sollte, Gewehrfeuer und Granatsplitter abzuhalten, ist mit mindestens 2 Tonnen zusätzlichen Gewichts anzusetzen. Hinzu kamen mindestens eine bis anderthalb Tonnen für Besatzung, Bewaffnung, Munition, Treibstoff, Gepäck. Die vielfach schon älteren Fahrzeuge mit ihrem 60-PS-Motor waren damit untermotorisiert und erheblich überlastet.